# Cacopsylla notapennis
Cacopsylla notapennis är en insektsart som först beskrevs av Jensen 1956.  Cacopsylla notapennis ingår i släktet Cacopsylla och familjen rundbladloppor. Inga underarter finns listade i Catalogue of Life.